# طبقه‌بندی وزن‌های شعر فارسی
طبقه‌بندی وزن‌های شعر فارسی کتابی از ابوالحسن نجفی و امید طبیب‌زاده راجع به وزن شعر فارسی است که در سال ۱۳۹۷ از سوی نشر نیلوفر منشتر شد.

## جوایز
کتاب طبقه‌بندی وزن‌های شعر فارسی در سی و هفتمین دوره کتاب سال ایران به‌عنوان شایسته تقدیر معرفی شد و طبیب‌زاده جایزهٔ خود را به نهاد برگزاری جایزه ابوالحسن نجفی اهدا کرد.